# Schwetschkea grateloupii
Schwetschkea grateloupii là một loài Rêu trong họ Leskeaceae. Loài này được (Mont.) Müll. Hal. mô tả khoa học đầu tiên năm 1875.